# Ejectosporus spica
Ejectosporus spica är en svampart som först beskrevs av S.W. Peterson & Lichtw., och fick sitt nu gällande namn av Strongman 2005. Ejectosporus spica ingår i släktet Ejectosporus och familjen Legeriomycetaceae.   Inga underarter finns listade i Catalogue of Life.